# Edwin Walker
Pour les articles homonymes, voir Walker.
 (avril 2014).
Si vous disposez d'ouvrages ou d'articles de référence ou si vous connaissez des sites web de qualité traitant du thème abordé ici, merci de compléter l'article en donnant les références utiles à sa vérifiabilité et en les liant à la section « Notes et références ».
Le général Edwin Anderson Walker (10 novembre 1909 - 31 octobre 1993), surnommé « Ted » Walker, était un officier de l'armée de terre des États-Unis d'Amérique qui combattit pendant la Seconde Guerre mondiale et la guerre de Corée. 

## Biographie
Il devint célèbre pour ses points de vue ultra-conservateurs et fut critiqué par le président Eisenhower pour avoir défendu une posture politique personnelle en contradiction avec la neutralité de rigueur pour un officier en fonction. Walker présenta sa démission en 1959, mais Eisenhower la refusa et lui attribua un nouveau commandement sur la 24e division d'infanterie d'Augsbourg en Allemagne de l’Ouest. Walker présenta à nouveau sa démission en 1961 après avoir été publiquement et formellement sermonné par le président John F. Kennedy, qui lui reprocha d'avoir critiqué Eléonore Roosevelt et Harry Truman, ainsi que d'avoir enfreint le Hatch Act en voulant influencer les suffrages de ses troupes. Kennedy accepta sa démission en 1961.
Au début de 1962, Walker se présenta à l'élection pour être gouverneur du Texas, mais il perdit contre John Connally. Plus tard cette même année, Walker fut arrêté pour avoir fomenté des émeutes à l'université du Mississippi, qui protestaient contre l'admission d'un étudiant noir, James Meredith. 
Le ministre de la justice (Attorney General) Robert F. Kennedy demanda que Walker soit l'objet d'une expertise psychiatrique de 90 jours, mais le psychiatre Thomas Szasz protesta et Walker fut relâché au bout de 5 jours. Le 24 octobre 1963 à Dallas, Walker et d'autres militants d'extrême droite agressèrent le représentant des Etats-Unis aux Nations-Unies, Adlai Stevenson, qu'ils accusaient de trahison pour le compte du communisme international.

### Tentative d'assassinat
Walker fut la cible d'une tentative d'assassinat le mercredi 10 avril 1963, attribuée d'après la commission Warren, à Lee Harvey Oswald accompagné d'un complice, qui prirent ensemble la fuite en voiture. 
Après l'assassinat du président Kennedy, Walker défendit l'hypothèse qu'il y avait deux assassins au « crime d'Avril » : le même que celui qui a tué le président, et un autre jamais identifié.
A noter, que l'adresse et le numéro de téléphone du général Walker furent retrouvés dans le carnet d'adresse de Lee Harvey Oswald. La commission Warren considéra que ces informations étaient relatives à la préparation de l'attentat projeté par Lee Harvey Oswald. 
En revanche, d'autres chercheurs indépendants dont Sylvia Meagher, qui fut l'une des premières à lire les 26 volumes du rapport Warren et à le doter d'un index, conclut qu'il n'existait pas de preuve concluante de l'emploi de l'arme Mannlicher-Carcano appartenant pour le rapport Warren à Lee Harvey Oswald, contre le général Walker. De même, rien n'indiquait également la seule présence de Lee Harvey Oswald. En effet, un témoin, Walter Kirk Coleman, âgé de 14 ans au moment des faits, témoigna avoir vu deux hommes s'enfuir juste après les tirs de la résidence du général Walker à bord d'une Chevrolet noire 1958. Il ne fut pas interrogé par la commission Warren. 
En 1965 le journaliste du Figaro, Léo Sauvage, récusa les éléments relatifs à la culpabilité d'Oswald. Il perçut particulièrement dans cette accusation, retenue à charge contre Oswald, la preuve la plus évidente de son innocence . Car Wallker était un général d'extrême-droite qui portait une haine farouche au président libéral et à sa politique antiségrégationniste. Oswald l'aurait, de retour de sa tentative d'attentat contre le général, traité auprès de sa femme, Marina, de "fasciste" et comparé à Hitler. Nulle part dans le rapport Warren on ne rapporte de telles épithètes ou comparaisons de la part d'Oswald contre Kennedy. Ni de comparaison entre le président des Etats-Unis et Walker. Bien au contraire, on peut relever dans le rapport de la commission Warren un témoignage selon lequel peu avant l'attentat de Dallas Lee Harvey Oswald s'était félicité de la politique sur les droits civiques de Kennedy, supérieure à ses yeux à celle de l'URSS. 
Par ailleurs le fait même de dire que Lee Harvey Oswald avait un complice en avril 1963 contre Walker oblige à reconnaître qu'il n'a pas non plus agi seul en novembre contre Kennedy et que ce même complice l'a alors aidé à abattre le Président. Il n'y aurait donc pas eu à Dallas de tireur unique.